# J. Boscàn Almogáver
J. Boscàn Almogáver a fost un important scriitor liric al Spaniei din secolele XVI-XVII.